# Galeriegrab Züschen III
Das Galeriegrab Züschen III (auch Galeriegrab Lohne-Wehrengrund) war eine megalithische Grabanlage der jungsteinzeitlichen Wartbergkultur bei Lohne, einem Ortsteil von Fritzlar im Schwalm-Eder-Kreis (Hessen). Es wurde um 1900 zerstört.

## Lage
Die Anlage befand sich östlich von Lohne im Wehrengrund. 2,1 km westlich hiervon befand sich das zerstörte Galeriegrab Züschen IV. 2,5 km westlich befinden sich das erhaltene Galeriegrab Züschen I und der Standort des zerstörten Galeriegrabs Züschen II. Das Grab ist wie die benachbarten Anlagen nach dem Ort Züschen benannt, obwohl außer Züschen II alle Gräber in der Gemarkung Lohne liegen. 2,6 km nordöstlich befindet sich das Galeriegrab Gleichen.

## Forschungsgeschichte
Das Grab wurde irgendwann im 19. Jahrhundert entdeckt. Um 1900 wurden die Steinplatten der Anlage zerschlagen und entfernt. 1950 führte der Lehrer Heinrich Blum aus Lohne eine nicht genehmigte Grabung am Standort des Grabes durch. Hans Heintel verfasste hierüber einen Bericht.

## Beschreibung

### Architektur
Die Anlage war ein nordnordost-südsüdwestlich orientiertes Galeriegrab vom Typ Züschen. Sie hatte eine Gesamtlänge von etwa 10 m, eine Breite zwischen 2 und 3 m und eine erhaltene Höhe zwischen 0,6 und 0,8 m. Die lichte Länge der Grabkammer betrug etwa 8 m und die lichte Weite etwa 2 m. Die Kammer bestand aus mehreren Wandplatten aus Buntsandstein, die durch Pflügen und Hacken beschädigt waren. Die Oberkanten der Platten lagen etwa 0,5 m unterhalb der heutigen Oberfläche, die Kammersohle lag somit 1,1–1,3 m tief. Die Zwischenräume der Platten waren mit Trockenmauerwerk aus kleineren Steinplatten verfüllt. Der Kammerboden war mit kleinen Quarzitsteinchen gepflastert. Der Zugang erfolgte über einen etwa 2 m langen und 2 m breiten Vorraum, der durch eine Wand (eventuell ein Türlochstein?) von der eigentlichen Grabkammer abgetrennt war.
Das Baumaterial für die Kammer stammte nicht aus der unmittelbaren Umgebung. Das nächste Vorkommen von Buntsandstein liegt in 3,3–3,4 km Entfernung.

### Beigaben
Der einzige bekannte Fund aus dem Grab ist ein heute verschollenes, ovales geschliffenes Beil aus grünem Gestein.